# Suezkanalbron
Suezkanalbron, även kallad Mubarakfredsbron eller den egyptisk-japanska vänskapsbron är en snedkabelbro som korsar Suezkanalen vid El Qantara i Egypten. Det arabiska "al Qantara" betyder "bron".
Bron byggdes med stöd från den japanska regeringen. Entreprenören var PentaOcean Construction. Den japanska bidraget, beräknat till 60 procent av byggkostnaden (eller 13,5 miljarder yen), enades man om vid besök av den egyptiske presidenten Hosni Mubarak i Japan i mars 1995, som en del i ett större projekt för utveckling av Sinaihalvön. Egypten stod för de återstående 40 procenten (9 miljarder yen). Bron öppnades i oktober 2001.

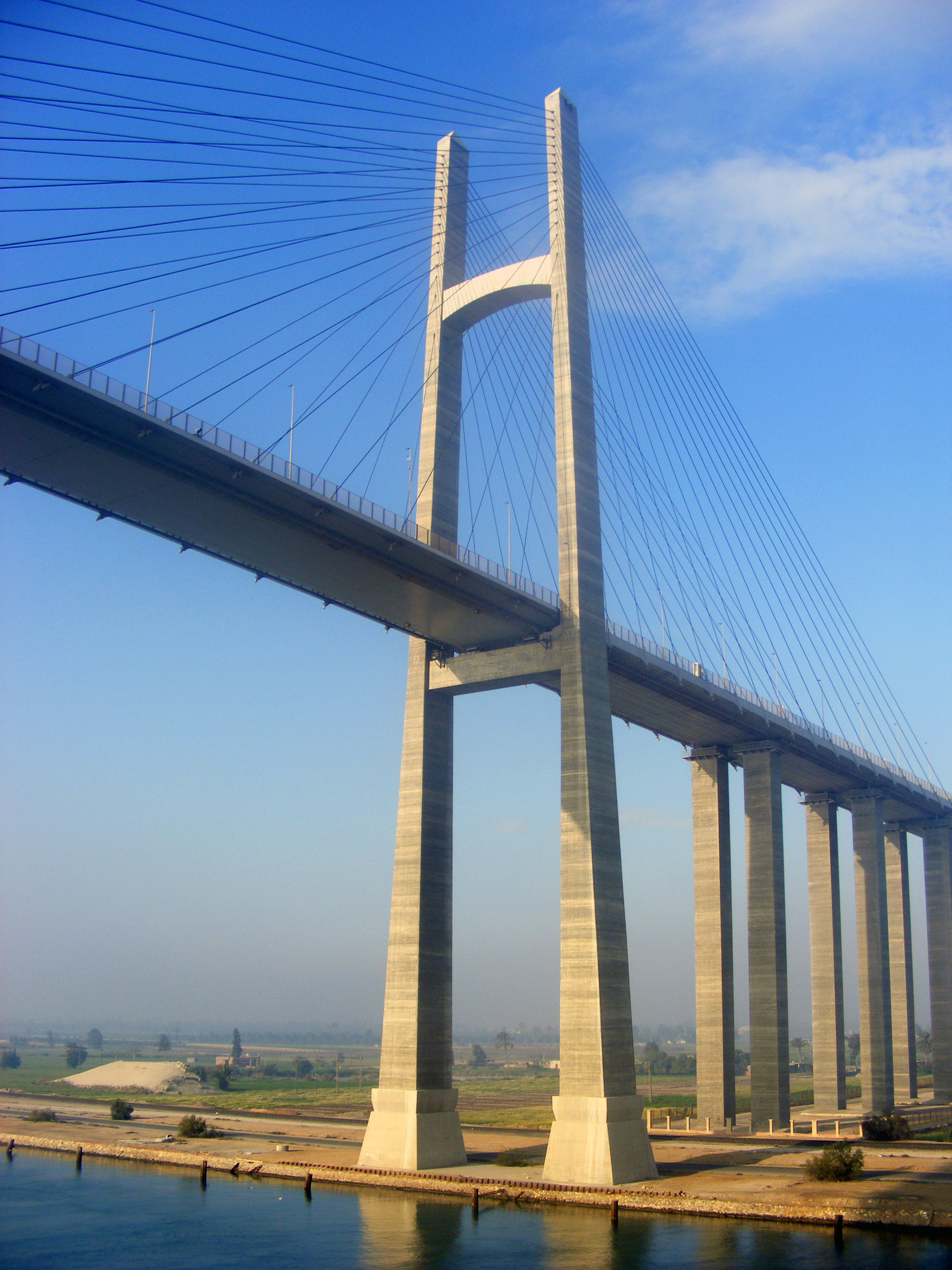
Del av bron, fotograferad från passerande fartyg mars 2009.

Bron är 3,9 kilometer lång. Höjden på de två viktigaste pylonerna är 154 meter. Dessa pyloner är designade för att påminna om de obelisker som uppfördes under faraotiden.
Det fria utrymmet under bron är 70 meter, och därför är den högsta tillåtna höjd för fartyg som passera genom Suezkanalen 68 meter mätt från vattenlinjen (se Suezmax). Detta tillåter även större segelfartyg att passera under bron. 2007 seglade ostindiefararen Götheborg (47 meter från stormastens topp till vattenlinjen) under bron på sin återresa från Kina.